# Aeroportul Tarbela Dam
Aeroportul Tarbela Dam (IATA: TLB, ICAO: OPTA) este un aeroport din Haripur District⁠(d), Hazara Division⁠(d), Khyber Pakhtunkhwa⁠(d), Pakistan.
Situat la o altitudine de 340 m, aeroportul dispune de o singură pistă. Este operat de Pakistan Civil Aviation Authority⁠(d).